# 克里人

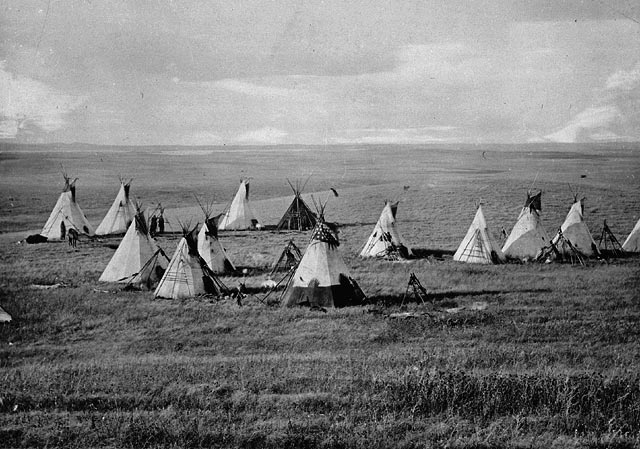
克里人营地，1871年

克里人（Cree）是北美原住民族之一，总人口约20万。加拿大克里族主要分布于苏必利尔湖以西与以北地区。美国克里族主要分布于蒙大拿州。语言为克里语。

## 克里族亚族群
- 山岳克里人（Montagnais Cree），总人口约1.8万（2003年），其中1.5万人分布于魁北克。
- 阿蒂卡梅庫人（Attikamekw），约4.5千人。
- 詹姆斯湾克里人（James Bay Cree），约1.8万
- 駝鹿克里人（Moose Cree）
- 沼泽克里人（Swampy Cree），分布于马尼托巴省北部靠近哈德森湾的地区，安大略省北部靠近哈德森湾与詹姆斯湾的地区
- 森林克里人（Woods Cree），分布于艾伯塔省与萨斯喀彻温省北部。
- 平原克里人（Plains Cree）